# Флаг муниципального округа Хорошёво-Мнёвники
Флаг муниципального округа Хорошёво-Мнёвники в Северо-Западном административном округе города Москвы Российской Федерации.
Первоначально данный флаг был утверждён 25 мая 2004 года как флаг муниципального образования Хорошёво-Мнёвники.
Законом города Москвы от 11 апреля 2012 года № 11, муниципальное образование Хорошёво-Мнёвники было преобразовано в муниципальный округ Хорошёво-Мнёвники.
Решением Совета депутатов муниципального округа Хорошёво-Мнёвники от 13 ноября 2018 года данный флаг был утверждён флагом муниципального округа Хорошёво-Мнёвники.

## Описание
«Флаг муниципального округа Хорошёво-Мнёвники представляет собой двустороннее, прямоугольное полотнище с соотношением сторон 2:3.
В жёлтом полотнище помещена голубая волнистая полоса, диагонально пересекающая полотнище из нижнего угла, прилежащего к древку, в верхний, противолежащий от древка угол полотнища. Ширина полосы составляет 1/12 длины (1/8 ширины) полотнища.
На полотнище, частично закрывая голубую волнистую полосу, помещено обращённое к древку изображение светло-коричневого бобра, опирающегося задней правой лапой на три красных кирпича, положенных горизонтально (два внизу и один сверху), и держащего передней правой лапой сосну с коричневым стволом и зелёной кроной. Габаритные размеры изображения составляют 11/24 длины и 11/16 ширины полотнища. Изображение равноудалено от боковых краёв полотнища и на 1/16 ширины полотнища смещено к верхнему краю полотнища».

## Обоснование символики
Голубая волнистая полоса символизирует особое значение Москвы-реки для территории муниципального образования. Её естественное русло на протяжении двадцати километров определяет ландшафт и рельеф местности, где располагается Хорошёво-Мнёвники. С рекой, на берегах которой возникали охотничьи и рыболовные поселения, связано и историческое заселение здешних мест.
Бобр, держащий сосну и опирающийся на три кирпича, символизирует любимое место отдыха москвичей Серебряный бор, где некогда водились эти животные, искусные строители плотин.